# Rete tranviaria di Napoli
La rete tranviaria di Napoli è un sistema di trasporto pubblico su tram a servizio della città di Napoli. È gestita dall'Azienda Napoletana Mobilità (ANM).
Al 2025 la rete si compone di 3 linee (numerate 412, 421 e 422), per un'estensione totale di 11,8 km. È in corso il ripristino del tratto tra via Colombo, piazza Vittoria e piazza Sannazaro, comune alle ex linee 1 e 4, e sono in corso i lavori per l'estensione del tratto da via Stadera a via Nazionale delle Puglie.
La rete attuale rappresenta quanto rimane di un complesso e articolato insieme di linee urbane e interurbane che si sviluppò a partire dal 1876 (il che rende la rete tranviaria napoletana la seconda più antica d'Italia, preceduta da quella di Torino). Fu però fortemente ridimensionata in seguito alle vicende politiche ed economiche del Novecento.

## Storia

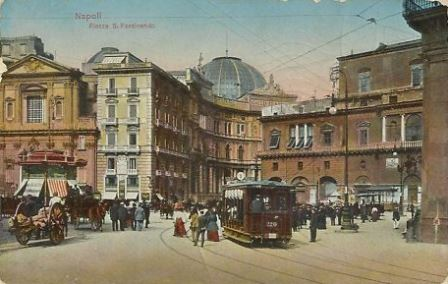
Napoli, tram a San Ferdinando

La rete tranviaria napoletana risultò dall'unione di due distinte sottoreti, il cui esercizio era peraltro integrato, sviluppate nel tempo a partire dai primi collegamenti svolti con omnibus.

### Dal tram a cavalli a quello a vapore
La prima linea tramviaria napoletana, con trazione a cavalli, fu inaugurata il 25 giugno 1876 dalla Société Anonyme des Tramways Napolitains (SATN) sul percorso Torretta-Riviera di Chiaia-Chiatamone, mentre il primo collegamento extraurbano risale al 28 agosto dello stesso anno, con l'avvio del servizio Napoli (Granili)-Portici, le cui vetture tra il centro e i Granili utilizzavano ruote senza bordino per poi, cambiate le ruote, immettersi sul binario che le avrebbe portate a Portici. Si trattava del primo embrione della tranvia Napoli-Portici-Torre del Greco, elettrificata nei primi anni del XX secolo.
L'espansione della rete fu relativamente rapida, tanto che già tre anni dopo, nel 1879, risultavano in esercizio sei linee urbane e una extraurbana:
Linee urbane:
- Museo - San Ferdinando (con prolungamento a piazza Vittoria)
- Reclusorio - Torretta
- Posta - Posillipo
- Museo - Tiro a segno
- Porta Capuana - Poggioreale
- San Ferdinando - Torretta

Linea extraurbana:
- San Ferdinando - San Giovanni - Portici - Resina- Torre del Greco (con diramazione per San Giorgio a Cremano)

La trazione a cavalli iniziò ad essere integrata con quella a vapore e con tale sistema si inaugurò, il 5 luglio 1883, la linea extraurbana Fuorigrotta-Bagnoli-Pozzuoli, prolungata alla Torretta il 25 marzo 1885 dopo la costruzione del tunnel sotto la collina di Posillipo, dotato dal 1892 di un ascensore di collegamento con via Manzoni. Il 26 gennaio 1888 fu la volta della prima linea urbana di tram a vapore sul percorso Museo-corso Vittorio Emanuele-Piedigrotta-Torretta, dotato di tratta a cremagliera sulla salita di via Salvator Rosa.
Quest'ultima, prevista dal contratto con la SATN firmato il 1º settembre 1886 e autorizzata con decreto del Ministero dei lavori pubblici trasmesso alla Prefettura il 19 gennaio 1888, fu aperta al pubblico il 30 gennaio successivo. La lunghezza totale della linea era di 5 650 metri, interamente in sede stradale. Il tratto maggiormente acclive era quello dall'inizio di via Salvator Rosa all'omonima piazza (poi piazza Mazzini) che presentava una pendenza del 59 per mille. Su tale parte di percorso, che era lungo 750 metri, fu previsto l'utilizzo di una cremagliera sistema Riggenbach sul quale la velocità massima dei convogli era di 9 km/h.
Il materiale rotabile dedicato a questa particolare relazione era costituito da tre locomotive a vapore a due assi, costruite dalla ditta tedesca Maschinmenfabrik Esslingen cui furono associate 15 rimorchiate in seguito utilizzate anche con l'esercizio elettrico. Nel 1899 il tratto a cremagliera fu soppresso con l'avvio della trazione elettrica.

### Elettrificazione della rete

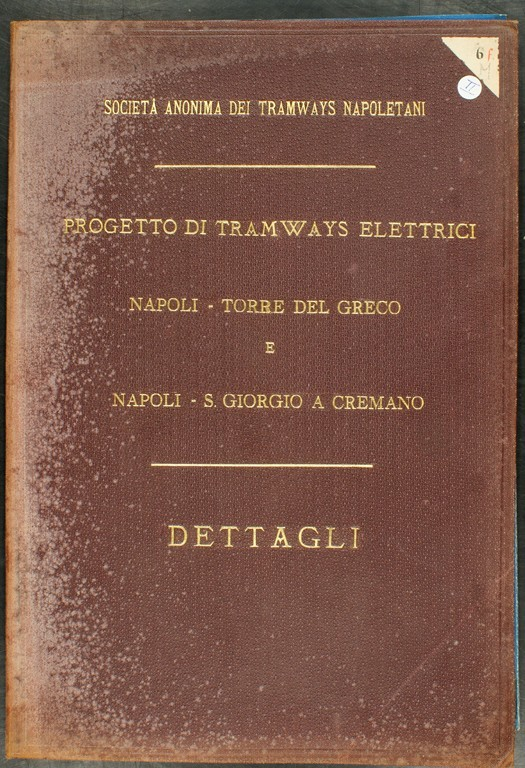
Progetto per linee tramviarie elettriche della Società anonima dei tramways elettrici napoletani, tratte Napoli-Torre del Greco e Napoli-San Giorgio a Cremano, 28 dicembre 1897

L'elettrificazione degli impianti fu avviata partire dal 1899: dopo l'inaugurazione della linea Museo-Garittone delle Tramvie di Capodimonte (TC), la SATN convertì con tale sistema la linea Museo-Torretta trasformandola nella nuova relazione piazza Dante-corso Vittorio Emanuele-Torretta, cui si aggiunse la diramazione per il Vomero attraverso via della Cerra. Nel 1900 fra la rete SATN e quella TC risultavano in esercizio 10 linee urbane (di cui 6 a cavalli e 4 elettriche) e 5 extraurbane (4 a cavalli e 1 a vapore). Il programma di elettrificazione proseguì fino al 1906, quando tutte le linee tranviarie risultavano a trazione elettrica.
Dopo la TC, che già dal 1900 aveva preso a contraddistinguere le due linee urbane e quella extraurbana di propria competenza con un sistema di numerazione, nel 1910 anche la SATN adottò un sistema analogo per le proprie linee, diventate ormai 23:
Linee urbane:
- 1 Sette Settembre - Posillipo (villa Cappella)
- 2 Sette Settembre - Capo Posillipo
- 3 Carlo III - Barbaia (Mergellina)
- 4 Museo - Torretta
- 5 Ferrovia - rione Amedeo
- 6 Dante - Torretta
- 7 Dante - S.Martino
- 8 Dante - Antignano

- 9 Dante - Confalone (piazza Arenella)
- 10 San Ferdinando - Fontanelle
- 11 San Ferdinando - Vergini
- 12 Sette Settembre - Vasto (piazza Nazionale)
- 14 Museo - Ottocalli
- 15 Sette Settembre - Donn'Anna
- 16 San Ferdinando - Poggioreale

Linee extraurbane:
- 21 Porta Capuana - Purgatorio
- 22 Torretta - Pozzuoli
- 23 Torretta - Bagnoli
- 24 Museo - Portici
- 25 Municipio - Torre del Greco
- 26 Municipio - San Giorgio a Cremano
- 27 Municipio - Pugliano
- 28 Municipio - Barra
- 29 Ponti Rossi - Barra

### L'unificazione delle reti
Il 31 marzo 1929 il Comune di Napoli completò il riscatto delle linee, rotabili e infrastrutture delle linee TC; tale operazione si inseriva in un piano di municipalizzazione del servizio tranviario iniziato nel 1918 con il passaggio delle linee urbane SATN al Comune, il quale costituì all'uopo l'Azienda Tranviaria del Comune di Napoli (ATCN), che gestì la rete a partire dal 1919. La SATN mantenne l'esercizio delle linee interurbane vesuviane e per Pozzuoli sino al 19 luglio 1927, quando il Comune riscattò anche le linee interurbane affidandole in gestione all'ATCN. Fu mantenuta l'autonomia della sola Société Anonyme des Tramways Provinciaux (SATP). A fine 1930 erano in servizio le seguenti linee:
Linee urbane:
- 1 Dante - Posillipo (villa Cappella)
- 2 p.za Oberdan - Capo Posillipo
- 3 Carlo III - Mergellina
- 4 p.za Bellini - Torretta
- 5 rione Amedeo - Tribunali
- 6 Dante - Torretta
- 7 Dante - San Martino
- 7R (rossa) Dante - Vomero (Vanvitelli)
- 8 Vanvitelli - Tribunali - Ferrovia
- 9 p.za Bovio - Arenella
- 10 Trieste e Trento - Fontanelle
- 10R (rossa) Trieste e Trento - Vergini
- 11 Museo - Croce del Lagno
- 12 Montesanto - Vasto (piazza Nazionale)
- 13 Trieste e Trento - via Mazzocchi (centrale del latte)
- 13bis Trieste e Trento - via Ventinove
- 14 Dante - Ponti Rossi
- 15 Dante - Donn'Anna
- 16 Municipio - Poggioreale
- 17 ponte della Sanità - Croce del Lagno
- 18 p.za Vittoria - Capodimonte (tondo)
- 18/ p.za Vittoria - Porta Grande a Capodimonte
- 19 rione Amedeo - Montesanto

- 20 p.za dei Martiri - Tasso - Villanova (Posillipo)
- 21 Montesanto - Tribunali
- 22 Municipio - Veterinaria
- 23 Municipio - Bagnoli
- 23bis Municipio - La Pietra (terme)
- 24 Trieste e Trento - Croce del Lagno
- 25 corso Vittorio Emanuele (Cumana) - Tribunali
- 26 Capodimonte (tondo) - Poggioreale
- 27 Museo - via Traccia
- 28 Trieste e Trento - via A. Falcone - Vomero (Vanvitelli)
- 29 Ponti Rossi - Croce del Lagno
- 30 p.za Pilastri - Torretta
- 31 Porta Capuana - Purgatorio (poi via Stadera)
- 32 Cariati - Trieste e Trento
- 33 Vomero (Vanvitelli) - Bagnoli
- 34 Municipio - Ponticelli
- 35 Ferrovia - Piedigrotta
- 36 Poggioreale - Ente Volturno
- 37 Dante - Secondigliano
- 38 Dante - Porta Grande a Capodimonte
- 39 Dante - Garittone

Linee speciali:
- Trieste e Trento - Agnano Terme
- Pontelungo - Agnano Terme

Linee extraurbane:
- 52 p.za Vittoria - Pozzuoli
- 54 Dante - Portici
- 55 Municipio - Torre del Greco
- 56 Municipio - San Giorgio a Cremano
- 57 Municipio - Trentola
- 58 Portici - Trentola
- 59 Croce del Lagno - San Giorgio a Cremano
- 60 Dante - Giugliano
- 60R (rossa) bivio Mugnano - Mugnano
- 61 Dante - Marano

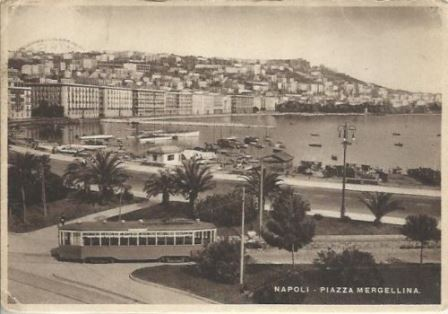
Napoli, tram a Mergellina

All'ATCN subentrò, il 1º gennaio 1931, l'Ente Autonomo Volturno (EAV), un ente locale produttore di energia elettrica a capitale pubblico. Primi atti della nuova gestione furono il riordino dell'amministrazione societaria, il rifacimento dell'armamento (nel primo quinquennio di gestione EAV furono rinnovati 129 km di binari su 200), degli impianti elettrici e della linea aerea, l'impianto di nuovi binari e l'apertura di nuove linee. Si impostò anche un piano di rinnovo del parco rotabili e di acquisto di nuovi tram a due assi e a carrelli. Il 30 dicembre 1937 il Comune di Napoli diede in concessione all'EAV l'azienda tranviaria comunale; sempre a partire dal 1937 l'EAV impostò uno studio di ristrutturazione del servizio che prevedeva la sostituzione dei tram con autobus nel centro della città (con punti di interscambio autobus-tram) e l'introduzione di linee filoviarie, di cui la prima fu inaugurata l'8 maggio 1940 sostituendo le linee tranviarie 1 e 2.
Il 1º gennaio 1941 il Comune di Napoli riassunse la gestione dell'Azienda Tranviaria su richiesta dell'EAV: nacque l'Azienda Autofilotranviaria del Comune di Napoli (AACN).
La Seconda guerra mondiale e i bombardamenti su Napoli portano dapprima alla limitazione e alla soppressione di diverse linee e quindi alla soppressione del servizio per diversi mesi dopo le Quattro giornate di Napoli.

### Il dopoguerra
Il servizio tranviario riprese il 19 giugno 1944 sulla tratta Fuorigrotta-Bagnoli; il servizio fu ripristinato nella sua regolarità a partire dal 1946 e comprendeva le seguenti linee:
Linee urbane:
- 1 via G. Verdi - Carmine (via Nino Bixio)
- 3 piazza Carlo III - Mergellina
- 5 Tribunali - Rione Amedeo
- 6 piazza Dante - Mergellina
- 8 piazza Vanvitelli - Carmine (via Nino Bixio)
- 9 piazza Arenella - piazza G. Bovio (Borsa)
- 10 via G. Verdi - Fontanelle
- 12 piazza Montesanto - piazza Nazionale
- 14 piazza Dante - Ponti Rossi
- 18 piazza Vittoria - Capodimonte (Porta Piccola)
- 18R (rossa) piazza Vittoria - Capodimonte (Porta Grande)

- 20 piazza dei Martiri - via Manzoni
- 21 piazza Montesanto - Tribunali
- 22 Veterinaria - via G. Verdi
- 23 Parco del Castello - Bagnoli dazio
- 24 piazza Vanvitelli - Tribunali
- 26 Capodimonte (Tondo) - Poggioreale (Emiciclo)
- 27 piazza Vanvitelli - via G. Verdi
- 27 navetta piazza Vanvitelli - San Martino
- 28 piazza dei Martiri - piazza Vanvitelli
- 29 Ponti Rossi - Croce del Lagno
- 31 Porta Capuana - Purgatorio
- 34 Sperone - Ponticelli (abbeveratoio)
- 37 Bellaria - piazza Dante

Linee extraurbane:
- 50 Bagnoli - Pozzuoli
- 53 piazza Dante - Portici
- 55 piazza Municipio - Torre del Greco
- navetta Portici - Bellavista
- 59 Croce del Lagno - San Giorgio a Cremano
- 60 piazza Dante - Giugliano
- 61 piazza Dante - Marano
- 62 piazza Dante - Mugnano
- rinforzo piazza Dante - Chiaiano
- rinforzo piazza Dante - Marianella

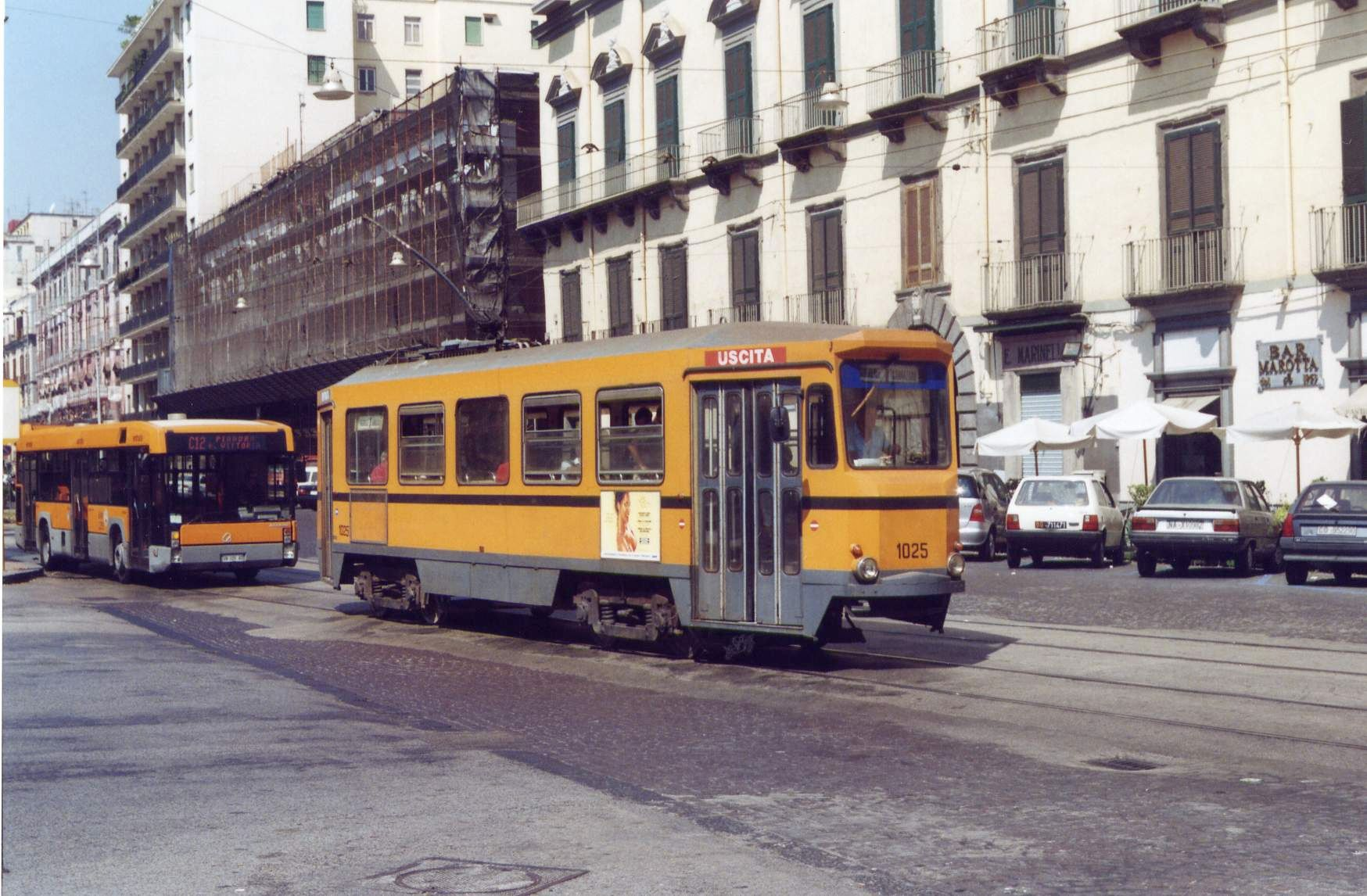
Vettura 1025 alla Riviera di Chiaia

Il 24 settembre 1947 nacque l'Azienda Tranvie Autofilovie Napoli (ATAN), che rilevò la gestione dei trasporti pubblici cittadini, avviando un piano di eliminazione dei tram dal centro cittadino (simile a quello progettato dall'EAV negli anni 1930) sostituendoli con filobus e autobus: al pari di altre città italiane, complice anche l'avvento della motorizzazione privata favorito da una politica dei trasporti non favorevole ai sistemi di trasporto su rotaia, sotto la giunta del sindaco Achille Lauro la rete subì un drastico ridimensionamento tra il 1952 e il 1954, in favore delle linee filoviarie ed automobilistiche: se nel 1950 erano in servizio 23 linee tranviarie urbane e 9 interurbane, la situazione nel 1953 vedeva 16 linee urbane e 9 interurbane, e 10 linee urbane e altrettante interurbane nel 1956.
Nel 1960 vennero soppresse le cosiddette tranvie del nord, ex rete delle Tranvie di Capodimonte, che collegavano il centro con i quartieri settentrionali della città e con i paesi più prossimi. La linea 3 rimase tale in esercizio fino al 1964. La rete tranviaria provinciale ex SATP, dal 27 gennaio 1957 affidata alla società Tranvie Provinciali di Napoli (TPN), rimase in servizio fino al 1961 quando fu sostituita dai servizi su gomma e dalla filovia verso Aversa e Teverola. A metà anni sessanta la rete tranviaria constava di 57 km di linee, contro i 173 del 1947, ma la situazione riprese a fine anni sessanta, con la ricostruzione di alcune motrici a carrelli (1968) e l'apertura della sede propria per i tram in via Marina (1966). La ricostruzione dei tram proseguì negli anni Settanta.
Nel 1974 iniziarono le riverniciature delle Vetture in arancio ministeriale e grigio abbandonando la livrea biverde, la prima vettura ad assumere la nuova colorazione fu la 959, e man mano a seguire su quasi tutto il parco mezzi. Solamente 979 e 1004 non ricevettero la nuova livrea (la prima avrà la nuova colorazione dopo la ricostruzione, mentre la seconda non la riceverà a seguito dell'accantonamento delle vetture meridionali).
Nel 1976 iniziano le ricostruzioni dei tram a carrelli. La prima vettura ad aver subito la ricostruzione totale della cassa fu la 999 che venne presentata il 4 aprile 1976 sotto la sede dell'ATAN di via Giambattista Marino. Insieme alla 999 vennero ricostruite altre 10 vetture: 957, 960, 984, 991, 995, 1001, 1011, 1026, 1036 e 1046. 
Il terremoto dell'Irpinia del 1980 danneggiò gravemente la rete napoletana: il deposito di Fuorigrotta fu gravemente lesionato e molti tram giacenti non poterono rientrare in servizio, mentre lesioni ad altri edifici portarono alla sostituzione con autobus di quasi tutte le linee dopo la sospensioni di alcuni tratti della linea l'ATAN istituì tre linee provvisorie: 4 Rossa, 4 Rossa barrata e 4 Rossa crociata. Nel 1983 vengono riattivate le linee 1, 1 barrata, 2 (sospesa dal 1978), 4 e 29 Rossa barrata.
Sempre degli anni Ottanta è il progetto della Linea Tranviaria Rapida (LTR), una linea che, in parte con tratte sotterranee e in parte sfruttando le esistenti sedi tranviarie, avrebbe dovuto congiungere piazzale Tecchio con Ponticelli, i cui lavori di costruzione iniziarono nel 1987.
Nei primi anni Novanta il fallimento del progetto della LTR, i cui lavori si interruppero nel 1990, confermò la tendenza negativa nello sviluppo delle tranvie di Napoli, portando paradossalmente alla soppressione della linea 2 sul tragitto Poggioreale-Fuorigrotta per consentire l'installazione dei cantieri. In sua vece fu istituita una relazione costiera San Giovanni-Bagnoli, denominata linea mare, esercita con alcune vetture dotate di una livrea bianco azzurra dedicata, che ricalcava quella delle vetture tranviarie della LTR rimaste inutilizzate.

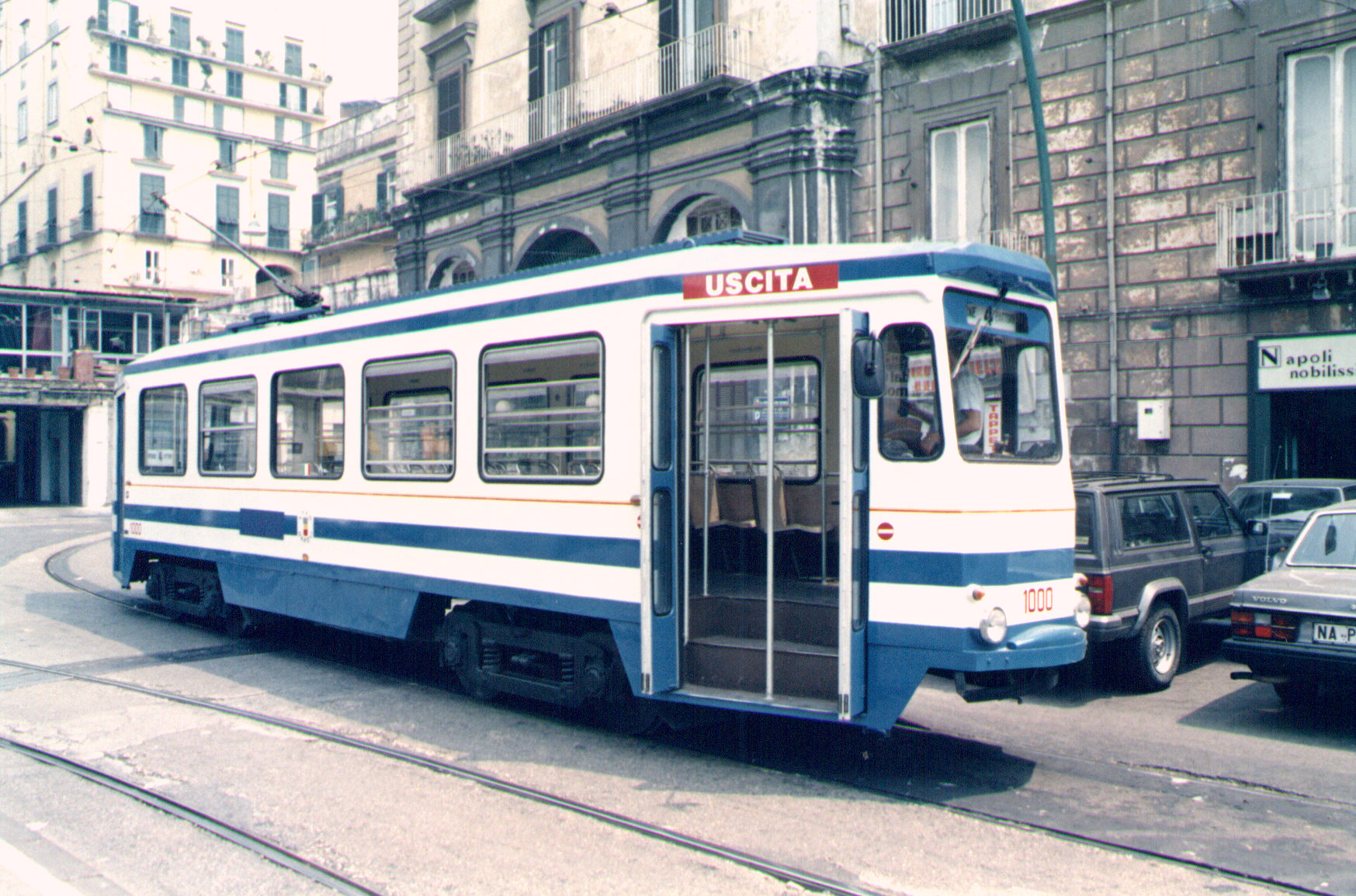
Vettura Peter Witt 1000 in livrea linea mare

Nel 1991, rispettivamente a luglio e a novembre, furono riaperte le tratte della linea 1 Piazzale Tecchio-Bagnoli Dazio, interrotta per la costruzione di una cabina elettrica e Corso Garibaldi-Emiciclo di Poggioreale, chiusa per consentire la realizzazione del parcheggio sotterraneo di piazza Nazionale, consentendo di ripristinare il percorso della linea 4 sulla direttrice piazza Vittoria-Sperone. Il tratto intermedio della 1 venne riattivato nell'ottobre 1993.
Un ulteriore segno di ripresa si ebbe nel gennaio 1994, allorché dopo quattro anni di inattività venne riaperta la linea "29 barrata", sul percorso fra l'emiciclo di Poggioreale  (cimitero) e il deposito di San Giovanni a Teduccio, con inversione all'interno dello stesso.
Nel 1995 all'ATAN subentrò un nuovo soggetto chiamato Azienda Napoletana Mobilità (ANM).
Al contrario delle previsioni enunciate, la rete subì ulteriori tagli, secondo il piano dei trasporti comunale del 1997 che prevedeva la non prosecuzione del tram oltre piazza Municipio: nel 1998 avvenne la soppressione della tratta piazzale Tecchio-Bagnoli, determinata anche dalle proteste di alcuni commercianti; nel 2000 fu la volta della sezione piazza Vittoria-piazzale Tecchio.

### Il XXI secolo
Solo con il nuovo secolo fu dato avvio a programmi di potenziamento: il 18 maggio 2004 venne presentato in piazza Vittoria il primo dei nuovi tram AnsaldoBreda Sirio, mentre grazie ad un apposito stanziamento di fondi ottenuto nel 2001, nel 2009 venne ripristinato lo storico capolinea dell'emiciclo di Poggioreale grazie alla riqualificazione della sede tranviaria tra l'emiciclo e piazza Nazionale, dove il tram invertiva la marcia tramite un apposito anello.
Tornati a raggiungere piazza Vittoria i tram della linea 4 a partire dall'agosto del medesimo anno, dal successivo settembre anche le linee 1 e 2 furono riattivate percorrendo la tratta di nuova costruzione.
I cantieri di trasformazione dell'ex LTR, nel frattempo riconvertita in metropolitana leggera come linea 6, hanno peraltro fortemente condizionato l'esercizio tranviario, decretando di fatto l'abbandono del ramo più a ponente. Dal 5 maggio 2011, grazie anche alla realizzazione di un'asta di manovra, è operativo un capolinea provvisorio in via Cristoforo Colombo, davanti alla Stazione Marittima grazie al quale si sono potute ripristinare le linee 1 e 4 sospese a causa dei lavori per la costruzione della stazione Municipio. Per la presenza di tale cantiere la circolazione dei tram permane interdetta verso Piazza Vittoria.
Il 2 febbraio 2011, dopo un'interruzione di due mesi, riprese il servizio la linea 2, già 29 barrato, San Giovanni a Teduccio-Emiciclo di Poggioreale, mentre risultavano ancora attivi i cantieri che impedivano la riattivazione delle linee 1 e 4 fino alla Stazione Marittima e quelli in opera verso via Stadera, bloccati da alcuni problemi di natura burocratica.
Conclusi i lavori lungo via Stadera, il 15 marzo 2013 venne inaugurato il nuovo prolungamento dall'emiciclo di Poggioreale con capolinea presso il termine della stessa, all'incrocio con via Nazionale delle Puglie e via Botteghelle al limite con il comune di Casoria, ripristinando parte dell'antica linea 31 dismessa nei primi anni cinquanta, che aveva il capolinea proprio dinanzi alla chiesa di Santa Maria delle Grazie al Purgatorio. Dal giorno successivo il capolinea dell'1 dell'emiciclo di Poggioreale fu soppresso.
Nel 2016 il servizio sull'intera rete venne sospeso a causa di lavori stradali in via Marina.
Dal 31 gennaio 2020 fu riattivata la linea 1 sul percorso Emiciclo di Poggioreale - Stazione Marittima (via Cristoforo Colombo).
Dal 4 gennaio 2021 sono state riattivate anche le linee 2 (Piazza Nazionale-S. Giovanni a Teduccio) e 4 (S. Giovanni a Teduccio-Stazione Marittima (via Cristoforo Colombo).
Nell'aprile 2025 sono iniziati i lavori di ripristino del ramo, comune alle linee 1 e 4, che corre lungo la riviera di Chiaia, oltre il capolinea provvisorio di Porto e fino a piazza Sannazaro, oltre che il prolungamento del tratto da via Stadera a via Nazionale delle Puglie.

## Rete

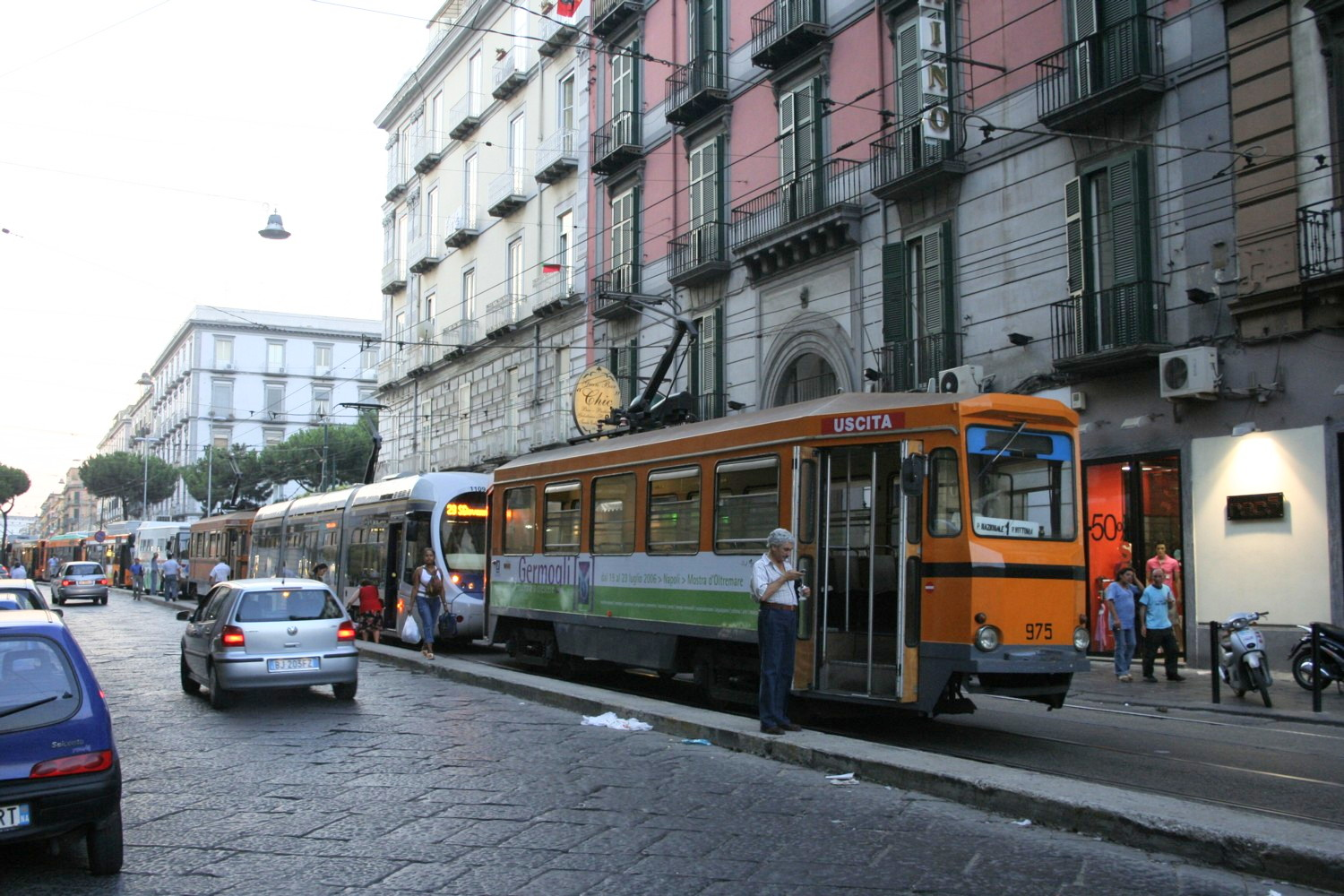
Fila di tram in Corso Garibaldi; in primo piano la vettura 975

Al 2025 servizio è strutturato su tre linee:
- 412  (via Stadera) - Emiciclo di Poggioreale - Stazione Marittima (via Cristoforo Colombo), collegamento rimanente della Poggioreale-Bagnoli istituita nel 1955 con l'unificazione del 16 e del 23. Detta linea 1 fino al 2023.
- 421  San Giovanni a Teduccio (deposito ANM) - Stazione Marittima (via Cristoforo Colombo), la cui istituzione risale agli anni sessanta come collegamento piazza Vittoria-Barra. Detta linea 4 fino al 2023.
- 422  Piazza Nazionale - San Giovanni a Teduccio (deposito ANM), istituita il 4 giugno 2009 come rinumerazione della precedente 29. Detta linea 2 fino al 2023.

Dei 5 depositi storici della rete resta in attività solo quello sito nel quartiere di San Giovanni a Teduccio.

### Percorso
| Unknown route-map component "uexWSL+l" |

| Unknown route-map component "uENDExa" |

| Urban station on track |

| Urban stop on track |

| Urban stop on track |

| Urban stop on track |

| Urban stop on track |

| Urban stop on track |

| Urban stop on track |

| Urban stop on track |

| Urban stop on track |

| Urban stop on track |

| Urban stop on track |

| Urban stop on track |

| Urban stop on track |

| Urban stop on track |

| Unknown route-map component "ubvvWSLg+lr" |

| Unknown route-map component "uLHST" | Planned waterway |

| Planned waterway | Unknown route-map component "uLHST" |

| Unknown route-map component "uLHST" | Planned waterway |

| Planned waterway | Unknown route-map component "uLHST" |

| Unknown route-map component "uLHST" | Planned waterway |

| Planned waterway | Unknown route-map component "uLHST" |

| Unknown route-map component "uLHST" | Planned waterway |

| Planned waterway | Unknown route-map component "uLHST" |

| Unknown route-map component "uLHST" | Planned waterway |

| Planned waterway | Urban stop on track |

| Planned waterway | Urban stop on track |

| Planned waterway | Urban stop on track |

| Planned waterway | Urban stop on track |

| Planned waterway | Urban stop on track |

| Planned waterway | Urban stop on track |

| Planned waterway | Urban stop on track |

| Urban end station, unused through track | Urban straight track |

| Unknown route-map component "uexLSTR" | Urban non-passenger end station |

| Unknown route-map component "uexLCONTf" |

Realizzata sin dall'origine a scartamento ordinario, la rete tranviaria napoletana è dotata di trazione elettrica inizialmente a 550 V/600 V, elevati al nuovo valore standard di 750 V in concomitanza all'avvio dei servizi dei nuovi tram consegnati da AnsaldoBreda.
A partire dal 2004 la rete elettrica di alimentazione fu adeguata al sistema di captazione a pantografo, che richiese alcuni lavori di adattamento in particolare in via Marina; conseguentemente tutte le vetture, a partire dalla 1035, vennero equipaggiate con pantografi monobraccio in luogo dell'originaria presa ad asta e rotella.
Nel 2010, per sperimentare la propria tecnologia di alimentazione senza linea aerea e quale preludio del contratto firmato in Cina per la città di Zhuhai, un tratto di via Stadera lungo 600 metri fu attrezzato con un sistema di captazione dal suolo denominato "Tramwave". Dopo un periodo di sperimentazione durato alcuni mesi, fu presentato pubblicamente nel 2012.

### Sviluppi e progetti
La presenza dei cantieri per la costruzione della linea 6 della metropolitana ha condizionato i piani di ripristino della rete tranviaria nel ramo di ponente. La prima riapertura prevista è quella della tratta da piazza Municipio a Piazza Vittoria; i binari lungo la Riviera di Chiaia risultano invece interrotti a causa della presenza dei cantieri delle stazioni Arco Mirelli e San Pasquale; alla loro chiusura è previsto il ritorno dei tram fino a Piazza Sannazaro.
Negli anni si sono via succeduti progetti più o meno elaborati di espansione del servizio tranviario, alcuni dei quali comunque subordinati alla chiusura dei cantieri per la costruzione della linea 6 della metropolitana.
- Nel piano comunale dei lavori pubblici è previsto il progetto di ritorno del tram a piazza Carlo III, che sarebbe raggiunta non più attraverso via Arenaccia, ma dall'anello di piazza Nazionale attraverso via Generale Pignatelli e via Colonnello Lahalle.
- È in programma anche il ripristino della tratta occidentale piazza Sannazaro-piazzale Tecchio-Bagnoli, progetto sostenuto in campagna elettorale dal sindaco Luigi de Magistris. Su via Giulio Cesare il tram dovrebbe viaggiare in sede riservata al centro della carreggiata, mentre da piazzale Tecchio fino a Bagnoli in sede promiscua. A Bagnoli il tram non tornerebbe all'antico capolinea del Dazio, ma raggiungerebbe la sede di Città della scienza.
- Un altro progetto prevede il prolungamento della tratta orientale Stadera-deposito di via Nazionale delle Puglie, all'interno del quale verrebbe costruito un anello di ritorno. Tale tratta consentirebbe l'impiego delle vetture a carrelli (monodirezionali) sulla nuova tratta e favorirebbe l'accesso al reparto carrozzeria aziendale allocato proprio in tale impianto.
- Una nuova tranvia suburbana, infine, era prevista nel 2009 come collegamento fra i comuni di Mugnano, Marano e Calvizzano.

## Cronologia

### Rete tranviaria al 1º gennaio 1940
Linee urbane
- 1: Stadio Partenopeo-Posillipo (Piazza San Luigi)
- 2: Piazza Gesù Nuovo-Capo Posillipo
- 3R (rossa): Piazza Carlo III-Piazza Vittoria
- 4: Tondo di Capodimonte-Torretta
- 5: Rione Amedeo (Arco Mirelli)-Tribunali
- 6: Piazza Dante-Mergellina
- 7: Piazza Dante-Piazza Vanvitelli
- 8: Piazza Vanvitelli-Tribunali
- 9: Arenella-Piazza G. Bovio (Borsa)
- 10: Piazza Trieste e Trento-Piazza Mario Pagano
- navetta 10 / 17: Piazza Mario Pagano-Fontanelle
- 12: Montesanto-Vasto
- 13: Piazza Trieste e Trento-Rione Armando Diaz
- 14: Piazza Vittoria-Ponti Rossi
- 15: Via Ventinove-Posillipo (Piazza San Luigi)
- 16: Piazza Municipio-Emiciclo Poggioreale (Cimitero)
- 17: Piazza Mario Pagano-Croce del Lagno
- 17/ (barrata): Piazza Dante-Ente Volturno
- 17R (rossa): Ponte della Sanità (Vita)-Barra
- 18: Piazza Trieste e Trento-Capodimonte Porta Piccola
- 18R (rossa): Piazza Vittoria-Capodimonte Porta Grande
- 19: Rione Amedeo-Montesanto
- 20: Piazza dei Martiri-Via Manzoni
- 21: Montesanto-Tribunali
- 22: Piazza Trieste e Trento-Veterinaria
- 23: Piazza Municipio-Bagnoli Dazio
- 24: Piazza Vanvitelli-Tribunali
- 25: Corso Vittorio Emanuele (Cumana)-Tribunali
- 26: Tondo di Capodimonte-Emiciclo Poggioreale (Cimitero)
- 26R (rossa): Museo-Emiciclo Poggioreale (Cimitero)
- 27: Piazza Trieste e Trento-San Martino
- 27R (rossa): Piazza Trieste e Trento-Piazza Vanvitelli
- 28: Piazza Municipio-Piazza Vanvitelli
- 29: Ponti Rossi-Croce del Lagno
- 30: Piazza Municipio-Rione Miraglia
- 30R (rossa): Piazza Principe di Napoli-Caserma Conte di Torino (Piazza Neghelli)
- 32: Parco Grifeo-Piazza Trieste e Trento
- 33: Piazza Gesù Nuovo-Mergellina
- 35: Piazza Vittoria-Stadio Partenopeo
- 36: Piazza Dante-Via Emanuele Gianturco
- Servizio operaio: Ente Volturno-Emiciclo Poggioreale (Cimitero)

Linee suburbane
- 31: Porta Capuana-Purgatorio
- 34 e 34R (rossa): Piazza Municipio-Ponticelli
- 37 e 37 / 38R (rossa): Piazza Dante-Secondigliano
- 37R (rossa): Piazza Dante-Miano
- 38: Piazza Dante-Piscinola
- 39: Croce del Lagno-Ponticelli
- 59: Croce del Lagno-San Giorgio a Cremano
- 60R/ (rossa barrata): Bivio Mugnano-Mugnano
- 60 / 61R (rossa): Piazza Dante-Bivio Mugnano
- senza numerazione: Parco del Castello-Agnano Terme

Linee extraurbane
- 54: Piazza Dante-Portici
- 55: Piazza Municipio-Torre del Greco
- 55R (rossa): Piazza Municipio-Quattro Orologi
- 56 e 56R (rossa): Piazza Municipio-San Giorgio a Cremano
- 57 e 57R (rossa): Piazza Municipio-Trentola
- 60: Piazza Dante-Giugliano
- 60R (rossa): Piazza Dante-Calvizzano
- navetta: Bagnoli Dazio-Pozzuoli

Linee notturne
- C: Ferrovia-Capo Posillipo
- M: Piazza Trieste e Trento-Stadio Partenopeo

### Rete tranviaria ATAN nel 1952
Linee urbane
- 3: Piazza Carlo III-Mergellina
- 10: Parco del Castello-Fontanelle
- 13: Piazza Dante-Centrale del Latte (Corso Malta)
- 14: Piazza Dante-Ponti Rossi
- 16: Parco del Castello-Emiciclo Poggioreale (Cimitero)
- 18: Piazza Vittoria-Capodimonte Porta Piccola
- 18R (rossa): Piazza Vittoria-Capodimonte Porta Grande
- 22: Parco del Castello-Bagnoli Dazio
- 25: Tondo di Capodimonte-Emiciclo Poggioreale (Cimitero)
- 30: Piazza del Gesù-Rione Miraglia
- 31: Porta Capuana-Purgatorio
- 34: Piazza Municipio-Ponticelli
- 37: Piazza Dante-Secondigliano
- 38: Piazza Dante-Piscinola
- 39: Parco del Castello-Agnano Terme

Linee extraurbane
- 54: Portici-Napoli Piazza Dante
- 55: Torre del Greco-Napoli Piazza Municipio
- 56: San Giorgio a Cremano-Napoli Piazza Municipio
- 57: Trentola-Napoli Piazza Municipio
- 59: San Giorgio a Cremano-Croce del Lagno
- 60: Giugliano-Napoli Piazza Dante
- 61: Marano-Napoli Piazza Dante
- 62: Marianella-Napoli Piazza Dante

### Rete tranviaria ATAN nel 1956
Linee urbane
- 1: Emiciclo Poggioreale (Cimitero)-Bagnoli Dazio
- 2: Emiciclo Poggioreale (Cimitero)-Rione Miraglia
- 2R (rossa): Emiciclo Poggioreale (Cimitero)-Mostra (Piazzale Tecchio)
- 3: Piazza Nazionale-Mergellina
- 3R (rossa): Piazza Carlo III-Emiciclo Poggioreale (Cimitero)
- 4: Piazza Vittoria-Agnano (Ippodromo)
- 5: Piazza Nazionale-Piazza Vittoria
- 29: Emiciclo Poggioreale (Cimitero)-Croce del Lagno

Linee suburbane
- 34: Piazza Municipio-Ponticelli
- 37: Tondo di Capodimonte-Secondigliano

Linee extraurbane
- 54: Portici-Napoli Piazza Municipio
- 55: Torre del Greco-Napoli Piazza Municipio
- 56: San Giorgio a Cremano-Napoli Piazza Municipio
- 57: Trentola-Napoli Piazza Municipio
- 58: Portici-Giugliano
- 59: San Giorgio a Cremano-Portici
- 60: Giugliano-Napoli Birreria
- 61: Marano-Napoli Birreria
- 62: Mugnano-Napoli Birreria

### Rete tranviaria ATAN al 28 febbraio 1964
Linee urbane
- 1: Emiciclo Poggioreale (Cimitero)-Bagnoli Dazio
- 1/ (barrata): Piazza Nazionale-Mostra (Piazzale Tecchio)
- 2: Emiciclo Poggioreale (Cimitero)-Via G.B.Marino
- 3: Via San Cosmo a Porta Nolana-Mergellina
- 3X (crociata): Piazza Vittoria-Mergellina
- 4: Piazza Vittoria-Barra
- 5: Via Vespucci-Borrelli
- 29: Emiciclo Poggioreale (Cimitero)-Borrelli
- 29R (rossa - feriale): Piazza Nazionale-Barra
- 31 (festiva): Emiciclo Poggioreale (Cimitero)-Barra
- 34: Via Vespucci-Ponticelli
- 434 (notturna): Stazione Centrale-Ponticelli

### Rete tranviaria ATAN nel 1973
Linee urbane
- 1: Emiciclo Poggioreale (Cimitero)-Bagnoli Dazio
- 1/ (barrata): Piazza Nazionale-Mostra (Piazzale Tecchio)
- 2: Emiciclo Poggioreale (Cimitero)-Via G.B.Marino
- 4: Piazza Vittoria-Borrelli
- 29: Emiciclo Poggioreale (Cimitero)-Borrelli
- 29R (rossa): Piazza Nazionale-Borrelli

### Rete tranviaria ATAN nel 1981
Linee urbane
- 4R (rossa): Deposito Sperone-Mostra (Piazzale Tecchio)
- 4R/ (rossa barrata): Deposito Sperone-Piazza Vittoria
- 4RX (rossa crociata): Deposito Sperone-Piazza Sannazaro

### Rete tranviaria ATAN nel 1985
Linee urbane
- 1: Emiciclo Poggioreale (Cimitero)-Bagnoli Dazio
- 1/ (barrata): Emiciclo Poggioreale (Cimitero)-Mostra (Piazzale Tecchio)
- 2: Emiciclo Poggioreale (Cimitero)-Via G.B. Marino
- 4/ (barrata): Piazza Vittoria-Deposito Sperone
- 29R/ (rossa barrata): Piazza Nazionale-Deposito Sperone

### Rete tranviaria ANM nel 1997
Linee urbane
- 1: Emiciclo Poggioreale (Cimitero)-Bagnoli Dazio
- 1/ (barrata): Emiciclo Poggioreale (Cimitero)-Piazzale Tecchio
- 4: Piazza Vittoria-San Giovanni a Teduccio (deposito ANM)
- 29/ (barrata): Emiciclo Poggioreale (Cimitero)-San Giovanni a Teduccio (deposito ANM)

### Rete tranviaria ANM nel 2000
Linee urbane
- 1: Emiciclo Poggioreale (Cimitero)-Piazza Sannazaro
- 2: Mostra (Piazzale Tecchio)-Piazza Vittoria
- 4: San Giovanni a Teduccio (deposito ANM)-Piazza Sannazaro
- 29/ (barrata): Emiciclo Poggioreale (Cimitero)-San Giovanni a Teduccio (deposito ANM)

### Rete tranviaria ANM al 21 maggio 2004
Linee urbane
- 1: Emiciclo Poggioreale (Cimitero)-Piazza Vittoria
- 4: Piazza Vittoria-San Giovanni a Teduccio (deposito ANM)
- 29: Emiciclo Poggioreale (Cimitero)-San Giovanni a Teduccio (deposito ANM)

### Rete tranviaria ANM al 23 giugno 2006
Linee urbane
- 1/ (barrata): Piazza Nazionale-Piazza Vittoria
- 4: Piazza Vittoria-San Giovanni a Teduccio (deposito ANM)
- 29: Piazza Nazionale-San Giovanni a Teduccio (deposito ANM)

### Rete tranviaria ANM nel 2021
Linee urbane
- 1: (Via Stadera)-Emiciclo Poggioreale (Cimitero)-Via Cristoforo Colombo (Porto)
- 2: Piazza Nazionale-San Giovanni a Teduccio (deposito ANM)
- 4: Via Cristoforo Colombo (Porto)-San Giovanni a Teduccio (deposito ANM)

## Materiale rotabile

### Materiale in esercizio
Il parco di elettromotrici tranviarie esercito dall'ANM è costituito da due gruppi omogenei rappresentati dalle ventidue elettromotrici articolate Ansaldobreda Sirio acquisite nei primi anni duemila e da ventinove tram a carrelli tipo Peter Witt ottenute come ricostruzione di altrettante vetture degli anni trenta.

#### Ansaldobreda Sirio
Dopo il terremoto del 1980, vero e proprio discrimine per le vicende tranviarie napoletane, le quindici vetture tipo Meridionale che non erano state ricostruite vennero accantonate in attesa di una loro mai avvenuta ricostruzione. Nella seconda metà degli anni novanta, si decise per la loro alienazione definitiva: dodici di esse furono demolite nel 1998 ma le unità 961, 1004 e 1029 scamparono alla fiamma ossidrica per la decisione di preservarle a scopo museale, grazie anche alla costituzione di un sodalizio costituito a questo scopo.
La vettura 1004, restaurata staticamente, è ospitata presso l'ex deposito tranviario di Fuorigrotta, mentre la 1029, dopo un restauro estetico e funzionale operato nel 2006 ad opera delle maestranze del deposito San Giovanni, è stata presentata alle autorità cittadine e presentata il 10 gennaio 2012 con la classica livrea a due toni di verde e gli interni degli anni sessanta per servizi speciali e a noleggio.
La vettura 961 è stata ceduta nel 2009 all'Associazione Torinese Tram Storici ed è 
stata trasferita a Torino, per la conservazione e il restauro a cura di tale sodalizio.

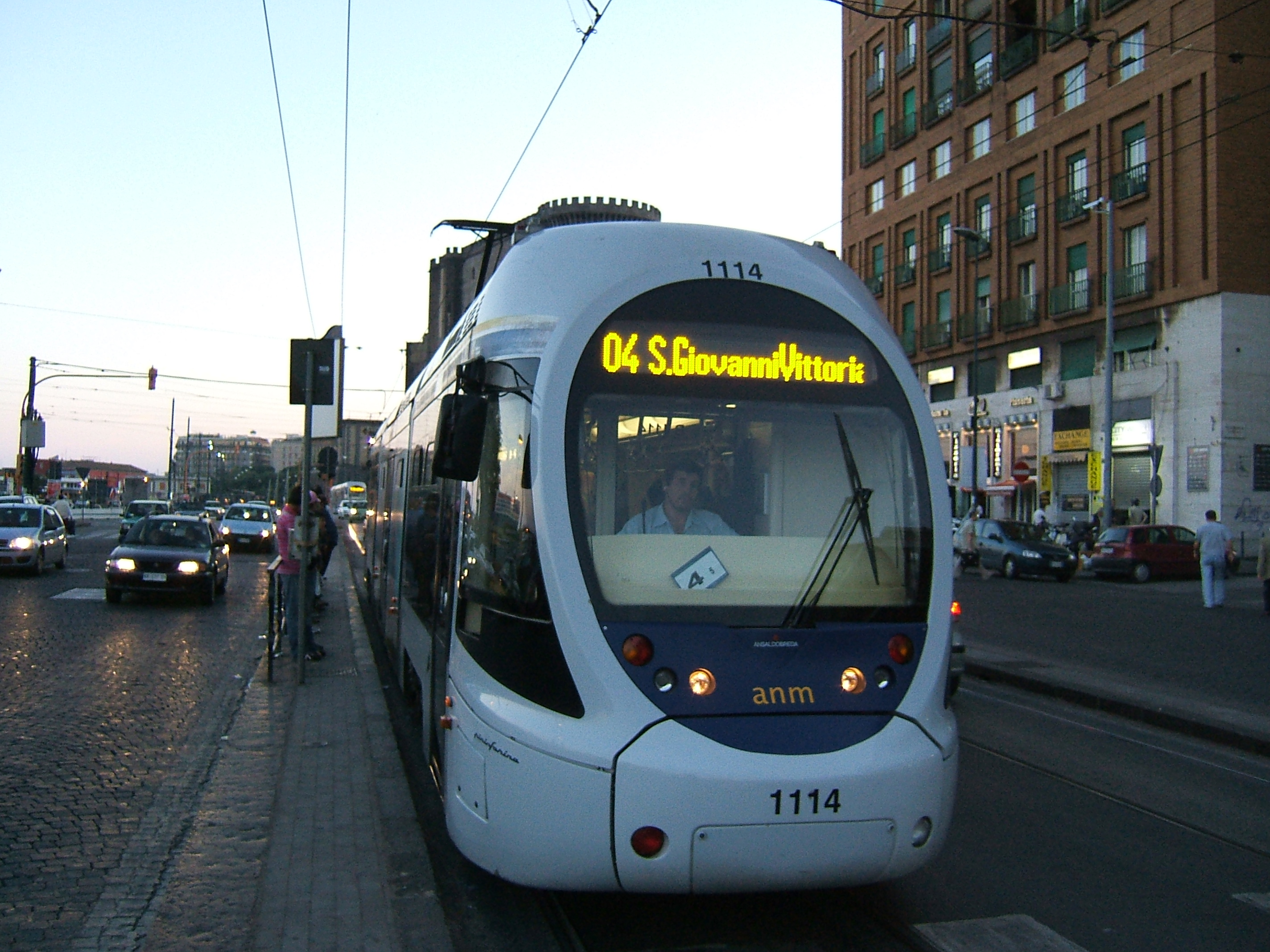
Tram Sirio

Alla gara per la fornitura di 20 tram articolati bidirezionali emessa dall'ANM nel 1997 seguì nel 2000 la costruzione di un prototipo AnsaldoBreda basato sul diffuso modello Sirio. Per il ricovero dei nuovi tram fu ipotizzata la ricostruzione del deposito di Fuorigrotta, tramite l'emissione di Buoni Ordinari Comunali.
Dopo alcuni problemi legati alla messa a punto la consegna del primo veicolo avvenne nel 2004, con immissione in servizio a partire dall'anno successivo; le consegne si protrassero fino al 2007 portando il totale di questi tram a 22.
Per consentire di utilizzare entrambe le fiancate e le cabine di queste vetture, nel 2007 furono installati in via Marina, nei pressi di Sant'Erasmo, una coppia di scambi in modo da consentire la giratura delle vetture ricoverate presso il deposito di San Giovanni.
I Sirio sono utilizzati regolarmente sulle linee 412-421.

#### Le Peter Witt

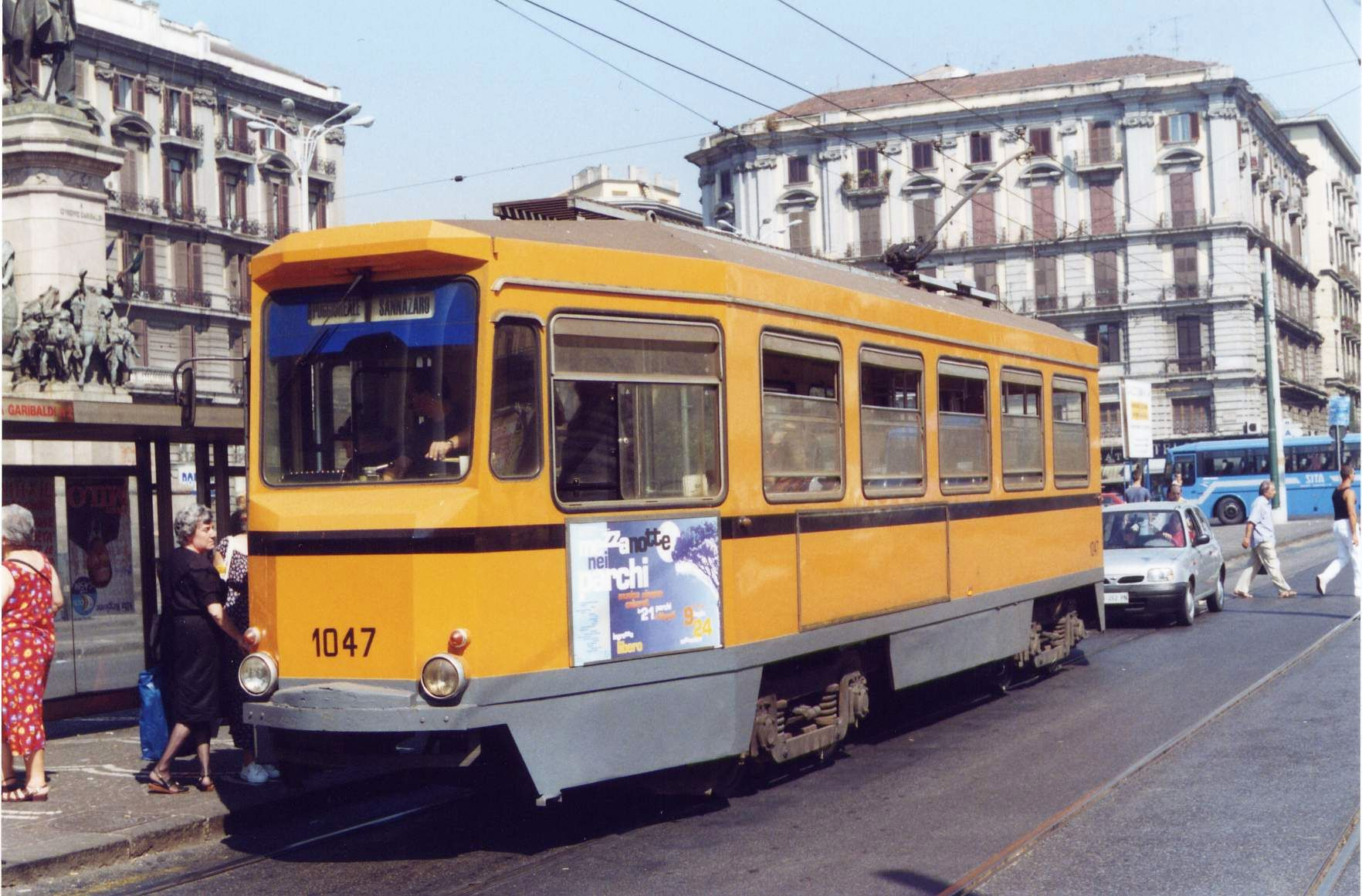
Tram a carrelli 1047

Sul finire degli anni 1920 l'ATCN, constatate le difficoltà di esercizio di convogli composti da motrici e rimorchiate e la necessità di ammodernare il parco rotabili in pessime condizioni, fu indotta a ordinare nel 1930 alle Officine Ferroviarie Meridionali (OFM) due motrici a carrelli di tipo Peter Witt, simili alle coeve "Carrelli" dell'ATM di Milano, consegnate in quello stesso anno. Ad esse fecero seguito due anni dopo altre quattro motrici.
Tra il 1932 e il 1935 le OFM consegnarono altre sessanta motrici, pensate per i servizi interurbani, che si differenziavano dalle precedenti, in quanto più corte di 150 mm e con porte alle estremità della cassa (anziché una porta anteriore e una centrale). Su alcuni documenti le stesse vengono talora indicate come "CT139K", denominazione derivata dalla sigla del motore CGE che le vetture ricevettero nel dopoguerra in luogo dell'originario Ansaldo LC224.
Il modello a cui si ispiravano era quello delle americane Peter Witt e presentava un frontale piatto. Nel secondo dopoguerra le motrici "urbane" furono ricostruite eliminando la porta centrale, installando una porta posteriore, cambiando i motori e la disposizione dei sedili. Tra gli anni cinquanta e sessanta il grosso del parco fu modificato e ricevette testate di forma aerodinamica. Tale ricostruzione fu eseguita presso le Industrie Meccaniche Meridionali (IMM, da qui il soprannome di vetture "tipo Meridionale") nel dopoguerra, mentre le restanti furono modificate nel 1960 ad opera delle officine Aerfer di Pomigliano d'Arco. Tutte le altre vetture del gruppo furono ricostruite, sempre nel dopoguerra, nelle officine aziendali di Croce Lagno conservando però le testate piatte d'origine; quindici unità, inoltre, furono demotorizzate a partire dal 1956 e trasformate in rimorchiate; tutte meno una furono rimotorizzate a fine anni Settanta.
A partire dal 1976 e fino al 1980 il gruppo subì un'ulteriore ricostruzione presso le officine Sofer e Fiore con ricostruzione dell'intera cassa, testate squadrate e componentistica della carrozzeria in comune con gli autobus Fiat 418 Sofer, allo scopo di uniformare le parti di ricambio. Tutte le motrici erano inizialmente a quattro motori; entro il 1980 il carrello posteriore fu demotorizzato.
A partire dalla metà degli anni settanta le Peter Witt assunsero la livrea in arancio e grigio in luogo di quella originaria in due toni di verde. Per un certo periodo a partire dal 1994, seguendo una moda dell'epoca, alcune vetture tranviarie di questo tipo iniziarono a circolare rivestite da pellicole pubblicitarie integrali. Dal 2012 l'ANM ha adottato una nuova livrea con i colori aziendali grigio chiaro, giallo e blu. La prima vettura a godere della nuova livrea è stata la 1052.
Delle originarie centosei "Peter Witt" ne sono sopravvissute circa dieci. Dal 9 dicembre 2024 sono utilizzate (restaurate e recuperate) solo ed esclusivamente sulla nuova linea 422 sulla tratta San Giovanni a Teduccio-Piazza Nazionale. Il loro utilizzo più intensivo sarà possibile solo al momento del ripristino della tratta verso piazza Vittoria e piazza Sannazzaro, dato che per motivi tecnici tali modelli, essendo monodirezionali, hanno necessità di una "racchetta" (banalmente una rotonda/rotatoria) per poter invertire la marcia. 
Nel 2025 è prevista la consegna presso l'unica rimessa tramviaria oggi disponibile a San Giovanni a Teduccio, dei primi 4 tram nuovi (su una fornitura complessiva di 20 unità) realizzati dalla società turca Bozankaja.
Saranno a 5 elementi, più lunghi, confortevoli e tecnologici degli attuali in esercizio, che hanno ormai circa 20 anni (riferimento agli Ansaldo Breda Sirio) 
| Unità     | Quantità disponibile | Anno di costruzione | Costruttore  | Note                            |
| --------- | -------------------- | ------------------- | ------------ | ------------------------------- |
| 951-1054  | 10                   | 1930-1935           | OFM          |                                 |
| 1101-1122 | 19/22                | 2004-2007           | AnsaldoBreda | Motrici a 2 casse bidirezionali |

### Retrospettiva storica
Più eterogeneo figura il parco veicoli del passato a causa dei cambi di gestione della rete urbana e dell'accorpamento ad essa delle linee vesuviane e di Capodimonte, che portarono a svariate rinumerazioni dei rotabili.

#### Prospetto di sintesi
| Unità     | Quantità | Costruzione | Costruttori                                      | Note                                                                   |
| --------- | -------- | ----------- | ------------------------------------------------ | ---------------------------------------------------------------------- |
| 1-30      | 30       | 1899-1900   | Diatto - Thomson Houston                         | In parte chiuse, in parte "giardiniera"                                |
| 31-65     | 35       | 1900        | Atélier de Nivelles - Thomson Houston            | Vetture aperte tipo "giardiniera"                                      |
| 66-205    | 140      | 1900-1904   | Atélier de Nivelles - Thomson Houston            |                                                                        |
| 401-465   | 65       | 1905        | Atélier de Nivelles - Thomson Houston            | 15 unità demotorizzate nel 1919 e trasformate in rimorchiate           |
| 501-560   | 60       | 1912        | OFM-AEG                                          | 21 unità ricostruite nel 1938-1940                                     |
| 51-70     | 20       | 1913???     | Franco-Belga - CGE                               | Costruite utilizzando i truck di motrici "giardiniera" alienate        |
| 561-620   | 60       | 1914        | Reggiane-Ateliers de Charleroi                   |                                                                        |
| 466-480   | 15       | 1919        | Breda                                            |                                                                        |
| 621-660   | 40       | 1921-1922   | Reggiane-TIBB                                    | 6 unità ricostruite nel 1937                                           |
| 701-750   | 50       | 1927        | OFM-CGE                                          |                                                                        |
| 801-812   | 12       | 1899        | Germain à Monceau - ACEC                         | ex Tranvie di Capodimonte                                              |
| 813-822   | 10       | 1908        | Atélier de Nivelles - ACEC                       | ex Tranvie di Capodimonte                                              |
| 823-828   | 6        | 1907        | Atélier de Nivelles - Electricité et Hydraulique | ex Tranvie di Capodimonte                                              |
| 829-833   | 5        | 1901        | Benvenuti - Electricité et Hydraulique           | ex Tranvie di Capodimonte                                              |
| 401-430   | 30       | 1934        | OFM-Ansaldo                                      | Costruite utilizzando truck di elettromotrici preesistenti             |
| 1101      | 1        | 1941        | MATER-CGE                                        | Motrice articolata costruita sulla base di elettromotrici preesistenti |
| 1151-1153 | 3        | 1942-1948   | IMAM-Ansaldo                                     | Motrici articolate costruite sulla base di elettromotrici preesistenti |